# Dorsal de Juan Fernández

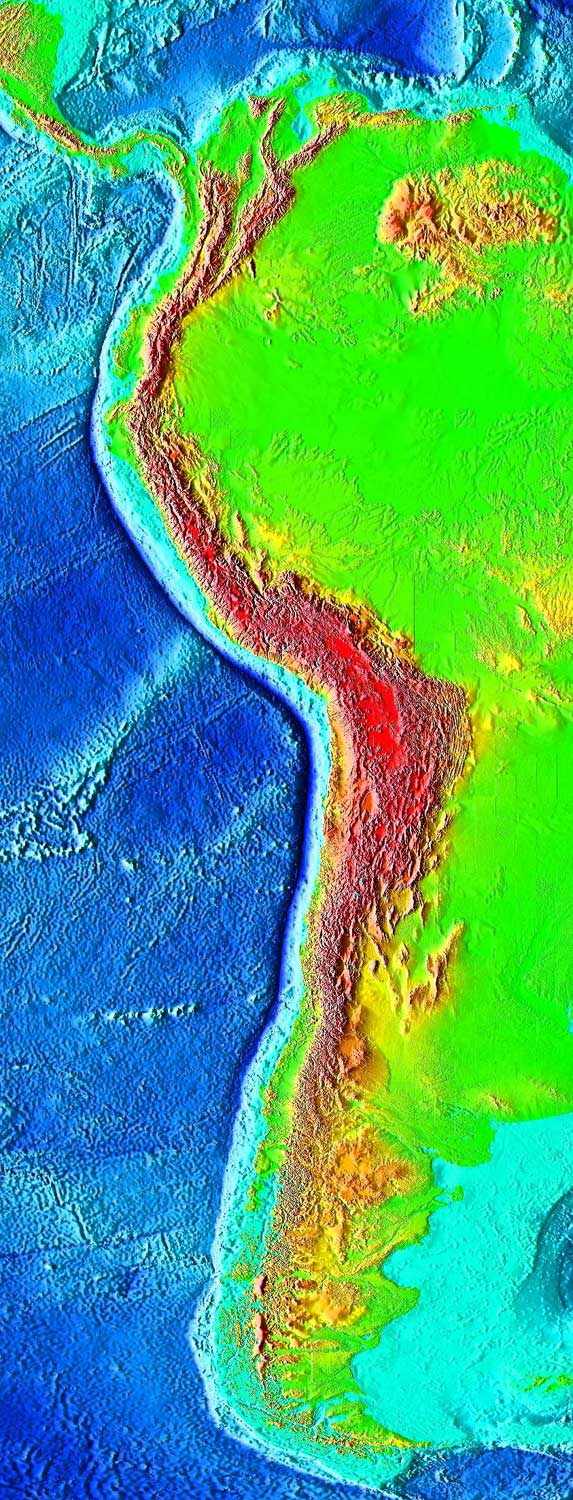
Mapa topográfico y batimétrico de Sudamérica y la placa de Nazca. La dorsal de Juan Fernández se ve como una línea perpendicular a la costa de Chile central.

La dorsal de Juan Fernández es una dorsal asísmica que corre en dirección este-oeste  ubicada en la placa de Nazca frente a las costas de Chile y cuyas elevaciones más altas corresponden al archipiélago Juan Fernández. Actualmente la dorsal de Juan Fernández está siendo subducida bajo la placa Sudamericana en las costas de la porción norte de la región de Valparaíso en Chile central. El punto de subducción de la dorsal de Juan Fernández bajo América del Sur ha ido migrando hacia el sur por todo el Norte Chico desde hace 18 millones de años atrás coincidiendo con una supresión de actividad volcánica en las zonas afectadas. La supresión del vulcanismo se le atribuye a la reducción del ángulo de subducción de la placa de Nazca que se cree que la dorsal ha provocado.